# エディ・ケイヒル
エディ・ケイヒル（Eddie Cahill、本名：Edmund Patrick Cahill、1978年1月15日 - ）はアメリカ合衆国の俳優である。

## プロフィール
ニューヨーク州ニューヨーク市にて、アイルランド人の父とイタリア人の母の間に生まれる 。
2000年にオフ・ブロードウェイにて上演された『he Altruists』への出演がきっかけで、TVシリーズ『セックス・アンド・ザ・シティ』でTVデビューを果たす。その後『フレンズ』、『フェリシティの青春』などの人気ドラマに多数ゲスト出演。
『CSI:ニューヨーク』ではドン・フラック刑事役でレギュラー出演。映画にも出演しており、『ミラクル』では実在の人物であり、自身の憧れの人物でもあるジム・クレイグを演じた。

## プライベート
2009年7月にNikki Ubertiと結婚。2010年1月に息子が生まれた。

## 出演作品

### テレビシリーズ
| 放映年    | 邦題 原題                                                  | 役名                 | 備考          |
| --------- | ---------------------------------------------------------- | -------------------- | ------------- |
| 2000      | セックス・アンド・ザ・シティ Sex and the City              | ショーン             | 1エピソード   |
| 2000      | チャームド～魔女3姉妹 Charmed                              | ショーン             | 1エピソード   |
| 2000      | フェリシティの青春 Felicity                                | ジェームズ           | 3エピソード   |
| 2000-2001 | フレンズ Friends                                           | タグ・ジョーンズ     | 7エピソード   |
| 2001      | LAW & ORDER:性犯罪特捜班 Law & Order: Special Victims Unit | トミー・ダウド       | エピソード    |
| 2002      | ルール4 Glory Days                                         | マイク・ドラン       | 9エピソード   |
| 2002      | ドーソンズ・クリーク Dawson's Creek                        | マックス・ウィンター | 1エピソード   |
| 2004-2013 | CSI:ニューヨーク CSI:NY                                    | ドン・フラック       | 197エピソード |
| 2014-2015 | アンダー・ザ・ドーム Under the Dome                        | サム・ヴェルドロー   | 26エピソード  |
| 2018      | HAWAII FIVE-0 Hawaii Five-0                                | カーソン             |               |
| 2019      | NCIS: ニューオーリンズ（シーズン6） NCIS: New Orleans      | エディ・バレット     | 3エピソード   |

### 映画
| 公開年 | 邦題 原題                                   | 役名             | 備考 |
| ------ | ------------------------------------------- | ---------------- | ---- |
| 2004   | ミラクル Miracle                            | ジム・クレイグ   |      |
| 2005   | ロード・オブ・ドッグタウン Lords of Dogtown | ラリー・ゴードン |      |

2019 L.A.'s Finest